# Марченко, Василий Романович
Васи́лий Рома́нович Ма́рченко (28 декабря 1782 (8 января 1783), Могилёв — 6 (18) декабря 1840, Санкт-Петербург) — русский государственный деятель, личный секретарь Александра I, действительный тайный советник (06.12.1840).

## Биография
Родился в Могилёве, где его отец происходивший из рода Марченко, был губернским стряпчим. Смерть отца принудила его оставить могилёвскую гимназию и в 1795 году поступить на службу в верхний земский суд, откуда он через год перешёл повытчиком в уголовную палату. Прослужив затем два года в канцелярии витебского губернатора, Марченко в 1799 году, благодаря покровительству С. К. Вязмитинова, получил место протоколиста в комиссариатской экспедиции Военной коллегии, а с назначением Вязмитинова военным министром (в 1802) перешёл на службу в его канцелярию, где за 6 лет дослужился до места экспедитора, получил чин коллежского советника и орден Святой Анны 2-й степени. С. Жихарев занёс в свой дневник 16 марта 1807 г.:
Марченко обещает много: ему не более 26 лет, а считается оракулом своего министерства и, несмотря на свои способности и необыкновенно приятную наружность, скромен, как красная девушка, почтителен к старшим и приветлив со всеми, кто имеет до него дело. Сожалеют, что он не слишком светского образования и не знает иностранных языков. Семён Семёнович Жегулин был его руководителем с малолетства, а это хорошая школа.
При новом военном министре Аракчееве сохранил положение, в 1808 году находился с ним в действующей армии в Финляндии. В 1810 г. принял предложение И. Пестеля занять пост томского гражданского губернатора с чином статского советника. Как позже вспоминал Василий Романович, Аракчеев «прислал ему в Сибирь гравированный портрет свой и имел с ним переписку приятную».
Вызван в Петербург «для особых поручений», с 05.08.1812 г. производством в действительные статские советники. «Я выписал тебя, — сказал ему Александр I, — в помощь графу Алексею Андреевичу. Теперь у нас много дела, трудись с ним». Назначенный помощником статс-секретаря, Марченко в течение шести лет исполнял обязанности секретаря при императоре, сопровождая его во всех поездках по России и за границей, в том числе на Венский конгресс. В 1815 году получил звание статс-секретаря с орденом Святой Анны 1-й степени.
Пользуясь милостью императора, Марченко постоянно соображал, как примет тот или другой его шаг Аракчеев и старался, «сколь можно, держать себя поодаль от государя». Тем не менее временщик, недовольный близостью Марченко к особе императора, нашёл способ «удалить его от лица государя». Назначенный статс-секретарём в Государственный совет (1818), Марченко до кончины Александра Павловича оставался в тени. Нередко упоминается в письмах А. Я. Булгакова того времени.
По случаю своей коронации Николай I пожаловал ему бриллиантовые знаки к ордену Святой Анны 1-й степени. С назначением князя Кочубея председателем Государственного совета (1827) Марченко был назначен Государственным секретарём. В 1833 году он получил орден Святого Александра Невского, а через год стал членом Государственного совета. «При выходах во дворце при baise-main и проч. бывший государственный секретарь Марченко ходил всегда перед всеми статс-секретарями, потому что он вместе был и старше всех в чине».
Скончался в тот же день, когда получил чин действительного тайного советника. Похоронен на Лазаревском кладбище Александро-Невской лавры. Оставил «автобиографическую записку» (опубликована в «Русской старине» за 1896 г.).
От брака с Марьей Осиповной Шмит (разведённой женой надворного советника) имел сыновей Александра и Петра, дочерей Марию, Екатерину, Елизавету, Надежду и Варвару. Проведя всю жизнь «в секретарстве с разными титулами», Марченко при любых служебных переменах с успехом вхлопатывал новые оклады вдобавок к прежним, объясняя это тем, что «семья его беспокоила».

## Награды
- Орден Святой Анны 2-й степени (14.03.1807)
- Алмазные знаки к ордену Святой Анны 2-й степени (31.05.1808)
- Орден Святого Владимира 3-й степени (28.03.1809)
- Орден Святой Анны 1-й степени (13.05.1814)
- Орден Святого Владимира 2-й степени (01.01.1826)
- Алмазные знаки к ордену Святой Анны 1-й степени (21.08.1826)
- Орден Белого орла (06.01.1832)
- Орден Святого Александра Невского (17.01.1833)
- Знак отличия беспорочной службы за XXX лет (22.08.1830)
- Знак отличия беспорочной службы за XXXV лет (22.08.1835)
- Знак отличия беспорочной службы за XL лет (22.08.1840)

## Воспоминания
- Рассказ очевидца о 14-м декабре 1825. — Лейпциг, 1863. 24 с.
- Марченко В. Р. Автобиографическая записка государственного секретаря Василия Романовича Марченко. 1782—1838 / Сообщ. В. А. Бильбасов // «Русская старина», 1896. — Т. 85. — № 3. — С. 471—505; Т. 86. — № 4. — С. 3—20; № 5. — С. 291—317.